# Cyathea nigra
Cyathea nigra là một loài dương xỉ trong họ Cyatheaceae. Loài này được Linden ex Fournet mô tả khoa học đầu tiên năm 1876.